# آسا تراوري
آسا تراوري هي مواطنة فرنسية من مواليد عام 1985 في باريس، تشتهر بأنها ناشطة مناهضة للعنصرية، فهي أخت أداما تراوري الذي كان ضحية لعنف الشرطة في فرنسا، حيث قتل سنة 2016، وهي عضوة في «لجنة الحقيقة والعدالة لأداما» (بالفرنسية: Comité vérité et justice pour Adama)‏.
- خطاب آسا تراوري في مظاهرات يوليو 2018